# يوسف صالح
يوسف صالح (القرن 19 - 1969) هو مغني وملحن وكاتب أغاني وممثل مصري.

## مسيرته
بدأ مشواره الفنى في بداية الثلاثينيات ظهر في العديد من الأفلام المصرية كممثل ومغنى صعيدي كما كتب بعض كلمات الاغانى التي غناها أو لحنها كما وضع الألحان لكثير من الأفلام.

## قائمة أعماله
يا نسيم الليل - الجفا ياناس - سلامات سلامات يا زين 
تأليف أغاني الأفلام: فتاة متمردة (1940) – ماجدة (1943) – مليون جنيه (1953) – دستة مناديل (1954) – العتبة الخضراء (1959).
وضع موسيقى 32 فيلم خلال الفترة من 1939 إلى 1968.
تمثيل 10 أفلام: عيون ساحرة (1934) – زوجة بالنيابة (1936) – نفوس حائرة (1938) – قيس وليلى (1939) – فتاة متمردة (1940) – صلاح الدين الأيوبي (1941) – رباب (1942) – العريس الخامس (1942) – ماجدة (1943) – ليلة الدخلة (1950).

## وصلات خارجية
- يوسف صالح على موقع السينما
- يوسف صالح على موقع دهليز
- يوسف صالح على موقع كاروهات
- يوسف صالح على يوتيوب
- يوسف صالح على يوتيوب